# WE.177

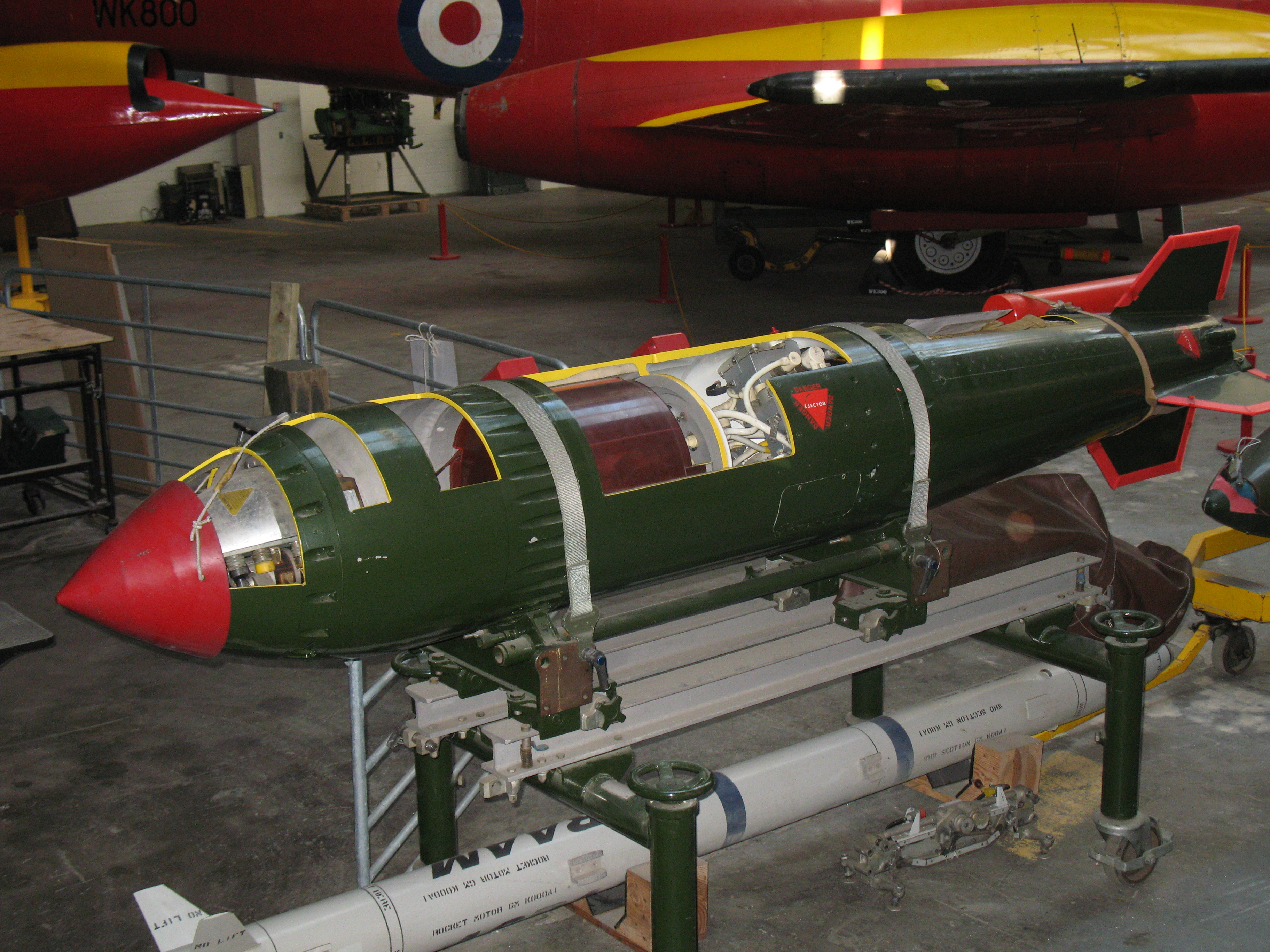
Uma réplica da WE.177A sem qualquer tipo de explosivos.

WE.177 foi uma linha de ogivas nucleares do Reino Unido, teve três variantes: WE.177A, WE.177B , WE.177C, a primeira era do tipo de fissão impulsionada e as outras termonucleares.

## Variantes

### WE.177A

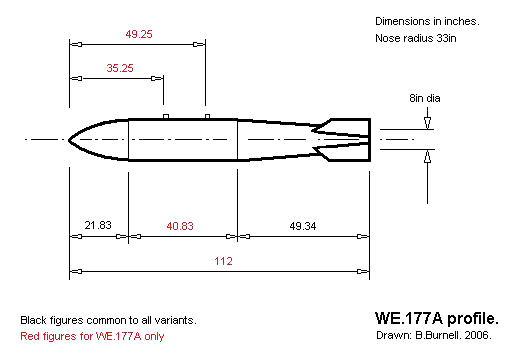
WE.177A

A WE.177A pesava 227 kg tinha um rendimento ajustável de 0,5 a 10 quilotons, era do tipo de fissão impulsionada.

### WE.177B

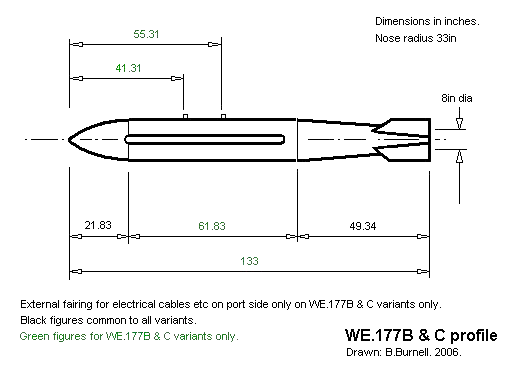
WE.177B e C

A WE.177B pesava 457 quilos e tinha o rendimento fixo de 450 quilotons.

### WE.177C
A WE.177C pesava 457 quilos e tinha o rendimento fixo de 190 quilotons.

## Guerra das Malvinas
Durante a Guerra das Malvinas em 1982, alguns navios britânicos tinham bombas WE.177A a bordo.